# Citral
Met citral, ook bekend als limonal, worden beide isomeren van 3,7-dimethyl-2,6-octadienal aangeduid. De brutoformule van beide organische verbindingen is C10H16O. De stoffen behoren tot de groep terpenen. De twee verbindingen zijn E/Z-isomeren van elkaar. Het E-isomeer staat ook bekend als geranial of citral A. Het Z-isomer is staat bekend als neral of citral B.

## Voorkomen
Citral komt voor in de olie van een groot aantal planten: citroenmirte (90-95%), Litsea cubeba (70-85%), citroengras (65-85%), citroenverbena (30-35%), Citroenmelisse, citroen en sinaasappel.

## Toepassingen
Geranial heeft een sterke citroengeur. De geur van neral is ook citroenachtig, maar minder sterk en zoeter. Citral wordt daarom als geurstof in de parfumindustrie gebruikt. Citral wordt ook als geurstof toegevoegd aan citroenolie om de geur te versterken. Citral heeft ook een sterke antibacteriële werking en feromoonachtige effecten bij insecten.
Citral wordt toegepast in de synthese van vitamine A, jonon en methyljonon. Citral wordt ook toegepast als maskerende stof voor rooklucht.

## Toxicologie en veiligheid
Mensen met een allergie voor parfum dienen voorzichtig te zijn met citral.